# ラリー・ケノン
ラリー・ケノン (Larry Kenon, 1952年12月13日 - ) はアフリカ系アメリカ人の元バスケットボール選手。アラバマ州バーミングハム出身、メンフィス大学中退。ポジションはパワーフォワード、身長206cm、体重93kg。
1973年にABAのニューヨーク・ネッツに入団し、そのシーズンの優勝に貢献。その後サンアントニオ・スパーズに移籍し、ABA消滅後もNBAでジョージ・ガービンと共にスパーズを支えた。

## 経歴
ラリー・ジョー・ケノンはバスケットボール選手としてのキャリアを歩むためアマリロ大学からメンフィス州立大学（現メンフィス大学）に転校。3年生の1972-73シーズンには平均20.1得点16.7リバウンドの成績を残し、チームをNCAAトーナメント決勝へと導いている。決勝ではビル・ウォルトン率いるUCLAの前に敗退し、惜しくも優勝はならなかった。ケノンは4年生には進学せず、プロ入りを選択した。

### ABA
1973年のNBAドラフトではデトロイト・ピストンズから3巡目全体50位指名を受けたが、同時にABAからも指名を受け、最終的にニューヨーク・ネッツと契約。1年目から即戦力として活躍し、ルーキーシーズンは平均15.9得点11.5リバウンドを記録、オールルーキー1stチームに選ばれ、さらにオールスターにも出場を果たした。ABAのスーパースター、ジュリアス・アービング擁するネッツはこのシーズンファイナルを制しており、ケノンはプロ1年目にして優勝を経験した。翌1974-75シーズンには18.7得点10.7リバウンドを記録するが、シーズン終了後にスウェン・ネイターとの交換でサンアントニオ・スパーズにトレードされた。
ケノンはスパーズでも18.7得点11.1リバウンドと好調を維持した。ABAは1975-76シーズンを最後にNBAに吸収合併される形で消滅し、9年間の短い歴史を終えた。ケノンはABAでの3年間のプレイで全てのシーズンでオールスターに選ばれており、1976年、ABA最後のオールスターではスラムダンクコンテストにも出場し、元チームメイトのアービングらと競い合った。

### NBA
NBAによる吸収でABAの多くのチームが解散の憂き目に遭ったが、スパーズは生き残り、ケノンもそのままスパーズに残留した。ケノンはスパーズのNBA加盟後から4シーズン連続で平均20得点以上を達成し、その間3度得点王に輝いたチームメイトのジョージ・ガービンと強力なスコアリングデュオを形成。当時スパーズはリーグで最も得点力のあるチームの一つとなった。ケノンは1977-78シーズンにNBAでは初めてとなるオールスター出場を果たし、1978-79シーズンにはキャリアハイとなる平均22.1得点を記録している。また1976-77シーズン12月26日のシアトル・スーパーソニックス戦では歴代1位となる11スティールを記録している（2009年現在はケンドール・ギルと並ぶ1位タイ）。
1980-81シーズン前にフリーエージェントとなったケノンはシカゴ・ブルズに移籍するが、ブルズではスパーズ時代ほどの出場時間を得られず、成績は後退。以降かつての輝きを取り戻すことはなく、ゴールデンステート・ウォリアーズ、クリーブランド・キャバリアーズを渡り歩き、1983年に現役から引退した。
- ABA/NBA通算成績
  - 752試合出場
  - 12,954得点（平均17.2得点）
  - 6,701リバウンド（平均8.9リバウンド）

## 業績など
ケノンは恵まれた身体能力を活かしたスラムダンカーとして人気を集め、また強力なオフェンシブリバウンダーでもあり、宙を泳ぐボールを片手で掴んでは次々とリバウンドをもぎ取った。ファンからは"Special K"という愛称で親しまれたほか、ネッツ時代のチームメイトのジュリアス・アービングにあやかった"Dr.K"という愛称でも呼ばれた。
主な業績
- ABAオールルーキー1stチーム　（1974）
- ABAオールスターゲーム出場　（1974～1976）
- ABAファイナル制覇　（1974）
- NBAオールスターゲーム出場　（1978, 1979）
- 1試合11スティールはNBA歴代1位タイ